# Собино (Архангельская область)
Собино — деревня в Холмогорском районе Архангельской области. Входит в состав Матигорского сельского поселения (муниципальное образование «Матигорское»).

## Географическое положение
Деревня расположена на левом берегу реки Северная Двина. Ближайшие населённые пункты Матигорского сельского поселения, деревни Берёзы и Шепицы, расположены в радиусе полутора километров. Расстояние до административного центра сельского поселения, деревни Харлово, составляет 12 км, а до административного центра Холмогорского района, села Холмогоры, — 17 км пути по автодороге.

## Население
| 2002 | 2010 | 2012 |
| ---- | ---- | ---- |
| 28   | ↘12  | ↗19  |

| Население                            | на 1 января 2010 года |
| ------------------------------------ | --------------------- |
| В возрасте до 16 лет                 | 3                     |
| Трудовые ресурсы (из них работающих) | 5 (5)                 |
| Пенсионеры                           | 10                    |
| Всего                                | 18                    |
| Прибыло / выбыло (за год)            | 1 / 2                 |
| Родилось / умерло (за год)           | 0 / 2                 |

## Инфраструктура
По данным администрации Холмогорского района на 1 января 2010 года жилищный фонд деревни составляет 1,645 тыс. м², а покинутые и пустующие дома — 13% от общей площади жилищного фонда. На территории населённого пункта отсутствуют какие-либо предприятия, объекты социальной сферы или стационарного торгового обслуживания населения. Налажено автобусное транспортное сообщение с административным центром муниципального района и другими населёнными пунктами.